# Hover!
『Hover!』（ホバー）は、マイクロソフトのオペレーティングシステム (OS) であるWindows 95のインストールCDに付属していたゲームである。
2013年10月2日（米国時間）には、同社よりブラウザゲームとして公開された。

## 概要
Windows 95において Hover! は他の付属ゲーム（ソリティア・マインスイーパ・フリーセル・ハーツ）とは異なり、Windowsコンポーネント外のおまけとして、CD-ROM内のサブフォルダに同梱という形で付属していた。リテール版Windows 95のインストールCDには「Hover、機能拡張ツール付き」という注釈がレーベルに書かれている。OEM版のレーベルにはその記述が無いが、同様に付属している。
プレイヤーは「Hover 950」と呼ばれる乗り物を操縦して、マップ内にある旗を集める。敵（コンピュータ）が自分の旗（赤色。各マップごとに3 - 6個）を集めるよりも早く、敵の旗（青色。自分の旗と同数）を集めるのが目的である。複数のプレイヤーでプレイすることはできない1人用の3Dのゲームである。

### Web版
Web版では、WebGLの利用によりウェブブラウザで3Dグラフィックスを表示。従来のキーボード操作に加えて、Windows 8.1のタブレット端末ではタッチ操作でプレイできる。また、オリジナル版と異なり、新たにマルチプレイ機能（最大8人まで）が加わっている。
Internet Explorer (IE) で遊ぶ場合にはIE11でないと遊べない。また、Windows 10ではMicrosoft Edgeでもプレイ可能である。

## マップ
全部で3種類のマップが用意されており、それぞれ中世ヨーロッパの城、未来的都市、下水道がテーマになっている。いずれのマップ内にも、自機（赤色）、敵機（青色）、旗の他に、以下のようなオブジェクトが存在する。
壁
通り抜けることはできないが、低い壁ならばジャンプで乗り越えることができる。
階段
ジャンプができない場合でも、階段状の障害物を一段ずつ昇ることで高所に至ることができる。
浮遊ポッド
マップ内にいくつも浮遊しており、それらに機体を体当たりさせることで、アイテム（ジャンプ・敵を妨害するための壁・敵から身を隠すためのクローク）や、一時的に有利な状況（速度が上がる、不利な状況をつくるオブジェクトの影響が無くなる、など）を得たり、一時的に不利な状況（速度が落ちる、計器パネルが消えるなど）に陥ったりする。
パッド
いわゆるトラップ。マップ内の地面にはいくつもの正方形のパッドがあり、機体がその上を踏むと予期せぬ方向へ飛ばされたり、数秒間身動きが取れなくなったり、集めた旗をマップ内に戻されたりといった災難が降りかかる。これを逆手にとり、敵に体当たりすることで敵機をパッド上に誘導して、敵を不利な状況に追いやることができる。

## その他
イースターエッグ
Hover起動直後の画面でCtrlキーを押しながら「ibmab」（このプロジェクトの開発コードが「Bambi」）と入力するとデバッグルームを操作できるようになり、開発者の写真が見ることができる。BGMは下水道ステージのものが流れる。
Web版では、タイトル画面で「bambi」と入力することにより、Windows 95風のグラフィックでプレイできる。